# M. S. Swaminathan

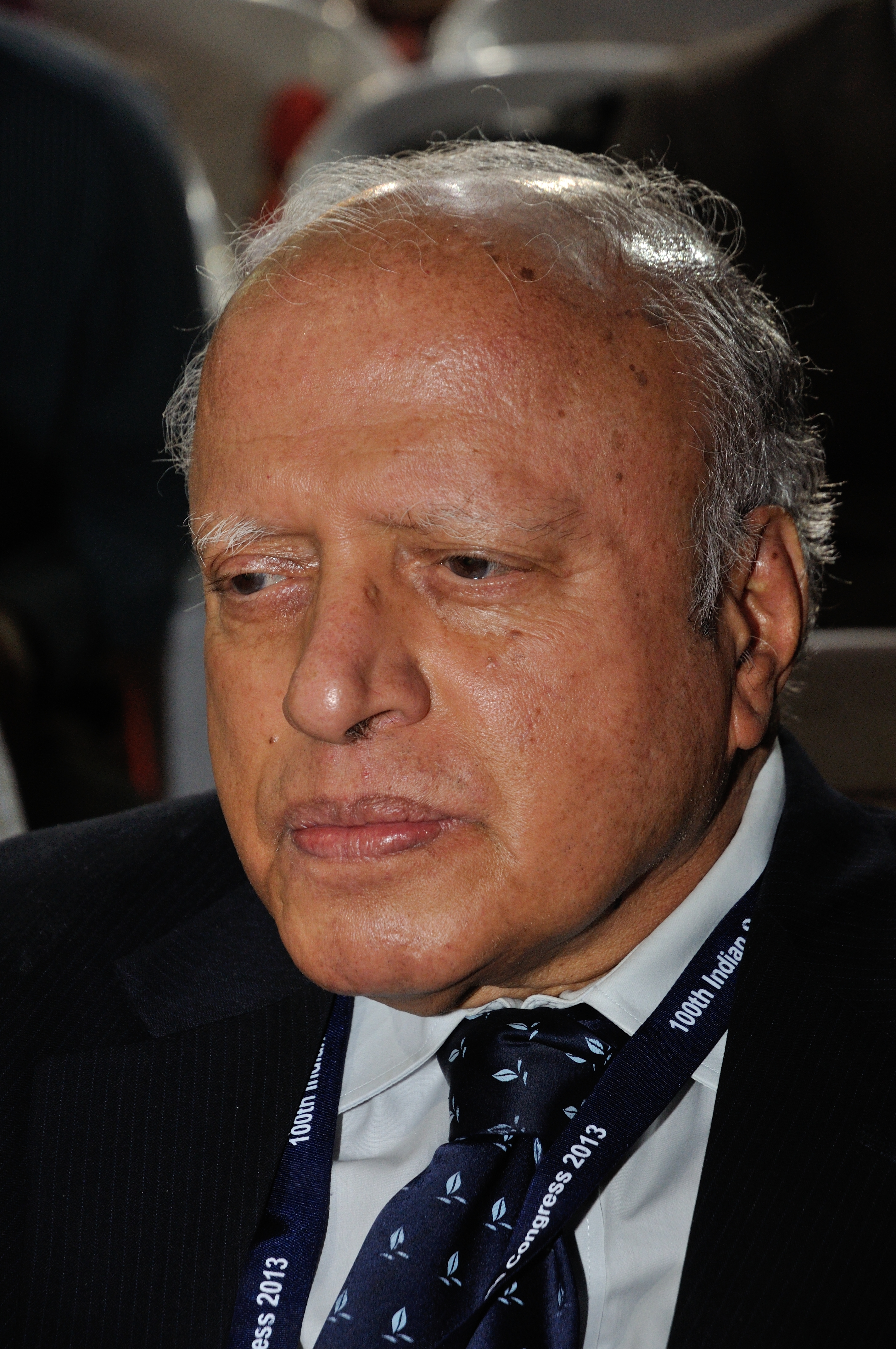
Monkombu Sambasivan Swaminathan (2013)

M. S. Swaminathan (Monkombu Sambasivan Swaminathan ⓘ; * 7. August 1925 in Kumbakonam; † 28. September 2023 in Chennai) war ein indischer Agrarwissenschaftler. Er gilt als der Vater der Grünen Revolution in Indien.

## Leben und Wirken
Swaminathan war von 1972 bis 1979 Generaldirektor des indischen Rates für landwirtschaftliche Forschung, anschließend Landwirtschaftsminister von 1979 bis 1980. Er war Generaldirektor des International Rice Research Institute (1982–88) und 1984 bis 1990 Präsident der  International Union for the Conservation of Nature and Natural Resources (IUCN).
1988 wurde er mit dem Welternährungspreis ausgezeichnet. Mit dem Preisgeld von 200.000 US $ finanzierte er die MSSRF, M. S. Swaminathan Research Foundation, eine NGO, die u. a. Strategien für eine nachhaltige landwirtschaftliche Entwicklung und ökonomische Besserstellung der Bauern und eine erhöhte Beschäftigung von armen Frauen in den ländlichen Gebieten Indiens entwickelt und finanziert.
Swaminathan wurde mit dem philippinischen Ramon-Magsaysay-Preis und dem indischen Staatsorden Padma Vibhushan ausgezeichnet. 1977 wählte man ihn in die National Academy of Sciences, 1984 in die American Academy of Arts and Sciences. Seit 1994 war er Fellow der American Association for the Advancement of Science. 1978 wurde er als auswärtiges Mitglied in die Landwirtschaftliche Abteilung der Russischen Akademie der Wissenschaften (seinerzeit Akademie der Wissenschaften der UdSSR) aufgenommen. Im Jahr 1999 erhielt er den Volvo Environment Prize.
Swaminathans Tochter Soumya Swaminathan ist die leitende Wissenschaftlerin der Weltgesundheitsorganisation (WHO) in Genf. Er verstarb am 26. September 2023 in Chennai im Alter von 98 Jahren.

## Publikationen (Auswahl)
- An Evergreen Revolution. 2006.
- I Predict: A Century of Hope Towards an Era of Harmony with Nature and Freedom from Hunger. 1999.
- Gender Dimensions in Biodiversity Management (Hrsg.). 1998.
- Implementing the Benefit Sharing Provisions of the Convention on Biological Diversity: Challenges and opportunities. 1997.
- Agrobiodiversity and Farmers’ Rights. 1996.
- Sustainable Agriculture Towards Food Security. 1996.
- Farmers’ Rights and Plant Genetic Resources: A dialogue. (Hrsg.) 1995.
- Wheat Revolution: a Dialogue. (Hrsg.) 1993.